# Cycas nathorstii
Cycas nathorstii — вид голонасінних рослин класу саговникоподібні (Cycadopsida).
Етимологія: Вшанування шведського палеоботаніка Альфреда Габріеля Натгорста (1850—1921), професора Музею природної історії в Стокгольмі.

## Опис
Стебла дерев'янисті. Листки яскраво-зелені, напівглянсові, 160–180 см у довжину. Пилкові шишки вузько-яйцевиді, помаранчеві. Мегаспорофіли 15–30 см завдовжки, коричнево-повстяні. Насіння плоске, яйцевиде; саркотеста жовта.

## Поширення, екологія
Країни поширення: Індія (Таміл Наду); Шрі-Ланка. Записаний від 30 до 300 м над рівнем моря. Цей вид зустрічається у внутрішніх і гірських лісах, як правило, на дещо сухих ділянках.

## Загрози та охорона
Як і всі саговникові в штаті Таміл Наду в Індії, цей вид сильно постраждав від стовбурових зрізань для місцевої медицини. Кілька популяцій були виснажені до лише дуже небагатьох розкиданих осіб. Оскільки низовини є дуже привабливими для сільського господарства, рослини були знищені. Вид розглядається як той, що знаходяться під загрозою зникнення в Індії. Вид досі поширений у Шрі-Ланці, хоча він ніколи не був там у великій кількості. Як відомо, присутній в заповідниках.